# Видео стрийминг
Видео стрийминг или стрийминг медия (на английски: streaming media – течаща медия) е метод за предаване на данни в реално време, използван обикновено за мултимедийни файлове. Познат е още и като поточно предаване / текуща доставка на видео (на живо), а даденото съдържание, което се предава по този начин, обикновено се нарича видео поток на живо. При него възпроизвеждането на съдържанието върху устройството на потребителя започва още с отварянето му, без да се налага то отначало да бъде изтеглено изцяло като файл и после да се стартира в подходящ плейър. Предаването на данните протича едновременно с възпроизвеждането, затова е необходима постоянна мрежова свързаност. Името се отнася до метода, а не до самата среда, която зависи от вида на мрежата. Това обикновено се отнася до телекомуникационни мрежи, тъй като повечето други методи за доставка на съдържание са или на живо (традиционните радио и телевизия), или не (книги, видео касети, аудио дискове). Интернет телевизията е пример за „поточна“ среда, но има и други, например стрийминг текст (субтитри, котировки на акции на борсите и др.).
Стриймингът изисква оборудване за генериране на съдържанието като видео поток, кодираща система за цифровизирането му, медиен издател, чрез който потокът се предоставя на мрежата, която го маршрутизира и доставя до крайния потребител.
Едно от основните предизвикателства пред технологията е сигурността в онези случаи, когато получателите са ограничен брой. Digital Rights Management (DRM) системите са пример за защита на съдържанието.

## История
Опитите за показване на изображения на компютри датират от най-ранните дни на изчислителната техника в средата на 20 век. Въпреки това в продължение на няколко десетилетия не е отбелязан голям напредък главно поради високата цена и ограничените възможности на хардуера. Едва в края на 1980-те и през 1990-те персоналните компютри стават достатъчно мощни за показване на различни медии.
Въпреки това компютърните мрежи все още са с ограничена употреба и медиите обикновено са се предоставяли по други канали чрез свалянето на файл от чужд сървър и запазването му на локалния диск на компютъра на крайния потребител или съхраняването му като файл и възпроизвеждането от CD-ROM. В края на 1990-те и началото на 2000 г. се наблюдава:
- по-голям мрежов трафик
- увеличен достъп до мрежи, особено интернет
- използване на стандартни протоколи и формати, като например TCP/IP, HTTP и HTML
- комерсиализиране на интернет

Този напредък в областта на компютърните мрежи, в комбинация с мощни домашни компютри и съвременни операционни системи, прави видео стрийминга практичен и достъпен за обикновените потребители. Възникват самостоятелни интернет радио устройства, предлагащи на слушателите опция за слушане на аудио предавания, когато не са на компютъра.
Като цяло, мултимедийното съдържание има голям обем, така че медийното съхранение и предаване все още изисква значителни разходи. За да се компенсира това до известна степен, издателите обикновено компресират както файловете за съхранение, така и процеса на предаване.
Медийният поток може да бъде предаван на живо или излъчен при поискване. Живото предаване принципно се осъществява по начини, наречени истински стрийминг. Той изпраща информацията директно към компютъра или устройството, без да го запаметява. Предаването при поискване се осигурява от средства, наричани прогресивен стрийминг или прогресивно сваляне. То записва файла на твърдия диск и след това го възпроизвежда от мястото на запис. Тези потоци се записват на твърдите дискове и сървъри за по-дълъг период от време, докато предаванията на живо са достъпни само за определено време (например по време на футболен мач).